# 7332 Понрепо
7332 Понрепо (7332 Ponrepo) — астероїд головного поясу, відкритий 4 грудня 1986 року.
Тіссеранів параметр щодо Юпітера — 3,641.